# Предощина
45°02′ пн. ш. 14°22′ сх. д. / 45.04° пн. ш. 14.37° сх. д.
Предощина (хорв. Predošćica) — населений пункт у Хорватії, у Приморсько-Горанській жупанії у складі міста Црес.

## Населення
Населення за даними перепису 2011 року становило 3 осіб.
Динаміка чисельності населення поселення:

## Клімат
Середня річна температура становить 13,40 °C, середня максимальна – 25,70 °C, а середня мінімальна – 1,86 °C. Середня річна кількість опадів – 1168 мм.
| Клімат поселення                              | Клімат поселення | Клімат поселення | Клімат поселення | Клімат поселення | Клімат поселення | Клімат поселення | Клімат поселення | Клімат поселення | Клімат поселення | Клімат поселення | Клімат поселення | Клімат поселення | Клімат поселення |
| Показник                                      | Січ.             | Лют.             | Бер.             | Квіт.            | Трав.            | Черв.            | Лип.             | Серп.            | Вер.             | Жовт.            | Лист.            | Груд.            |                  |
| Середній максимум, °C                         | 9,26             | 8,80             | 10,78            | 14,58            | 19,91            | 23,96            | 25,70            | 24,90            | 21,04            | 16,68            | 12,12            | 9,77             |                  |
| Середня температура, °C                       | 5,78             | 5,33             | 7,35             | 11,09            | 16,43            | 20,47            | 23,05            | 22,27            | 18,39            | 14,08            | 9,45             | 7,12             |                  |
| Середній мінімум, °C                          | 2,34             | 1,86             | 3,88             | 7,63             | 12,98            | 17,00            | 20,41            | 19,63            | 15,76            | 11,41            | 6,82             | 4,48             |                  |
| Норма опадів, мм                              | 98               | 80               | 81               | 85               | 75               | 87               | 52               | 78               | 115              | 144              | 152              | 121              |                  |
| Середньомісячна швидкість вітру, м/с          | 3.21             | 3.40             | 3.41             | 3.18             | 2.88             | 2.74             | 2.71             | 2.76             | 2.90             | 3.21             | 3.54             | 3.48             |                  |
| Середньомісячна сонячна радіація, кДж/м²·день | 4578             | 7393             | 10809            | 15337            | 19733            | 21371            | 22936            | 19758            | 14378            | 9353             | 4967             | 3884             |                  |
| --------------------------------------------- | ---------------- | ---------------- | ---------------- | ---------------- | ---------------- | ---------------- | ---------------- | ---------------- | ---------------- | ---------------- | ---------------- | ---------------- | ---------------- |
| Джерело:                                      |                  |                  |                  |                  |                  |                  |                  |                  |                  |                  |                  |                  |                  |